# Ocean Diamond
 (septembre 2014).
L’Ocean Diamond est un paquebot de croisière construit en tant que car-ferry en 1974 puis transformé dans les années 1980 en paquebot. Il navigue pour Quark Expeditions. De 2004 à 2012, il a été l’un des navires de la Compagnie du Ponant sous le nom de Le Diamant.

## Historique
Ce navire construit en 1974 par le chantier naval norvégien Kristiansands était à l’origine un roulier nommé  Begonia. Refait entièrement à neuf entre 1984 et 1986, il est converti en navire à passagers. La coque et la passerelle étant les seules parties conservées du navire original, il est alors renommé Explorer Starship. Il fut racheté en 1989 par la société américaine Radisson Seven Seas Cruises, il devient en 1989 le Song Of Flower.
En 2004, deux filiales de CMA-CGM (Compagnie maritime d'affrètement - Compagnie générale maritime), le voyagiste « Tapis Rouge Croisières » et l’armateur nantais la Compagnie du Ponant unissent leurs efforts et deviennent propriétaires à parts égales du paquebot le Song Of Flower (« Le Chant des fleurs »). Les nouveaux propriétaires français baptisent le navire Le Diamant.
C’est aussi un navire d'expédition équipé pour atteindre les destinations polaires. En particulier son faible tirant d’eau lui permet de naviguer dans des zones à faible profondeur, notamment en Antarctique. Le Diamant est enregistré IAATO (International Association of Antarctica Tour Operator) depuis 2005. Après une croisière inaugurale au départ de Nice en mai 2004, Le Diamant appareille pour l’Europe du Nord et le Groenland, puis pour une circumnavigation autour de l’Amérique du Sud.
En mai 2010 puis mai 2011, la flotte de la CIP s’agrandit de deux sister-ships modernes, Le Boréal et L'Austral. En février 2010, Le Diamant a effectué ses dernières croisières dans l’hémisphère austral, avant de rejoindre l'Asie du Sud-Est. À partir de l'hiver 2010/2011, il sera remplacé dans les mers polaires par Le Boréal et L'Austral.
Fin 2011, Le Diamant est racheté par un fonds de pension et géré par le groupe International Shipping Partners. Immatriculé à Nassau, il bat désormais pavillon des Bahamas sous le nom d’Ocean Diamond. Dès début 2012, il est alors affrété par Quark Expeditions. À partir de 2016, c'est la compagnie Iceland Pro Cruises qui l’affrète pour un contrat allant jusqu'à 2022. En août 2024 il est échoué sur les chantiers de démolition d’Aliaga en Turquie.

## Caractéristiques techniques
- Longueur hors tout : 124,19 m
- Nombre de ponts : 5
- Largeur : 16 m
- Tirant d’eau : 4,98 m maxi
- Jauge brute /nette : 8 282 UMS / 2 676 UMS
- Port en lourd:  3 433 t
- Moteurs principaux : 2 moteurs diesel de 7 473 CV) fabriqués par WICHMANN Motorfabrik. Les moteurs sont des V10  de  22 l de cylindrée unitaire, soit 22 000 cm3 par moteur.
- Propulsion : 2 hélices (vitesse de rotation fixe et orientation des pales variable)
- Puissance totale :  5 502 kW
- Vitesse : 16 nds

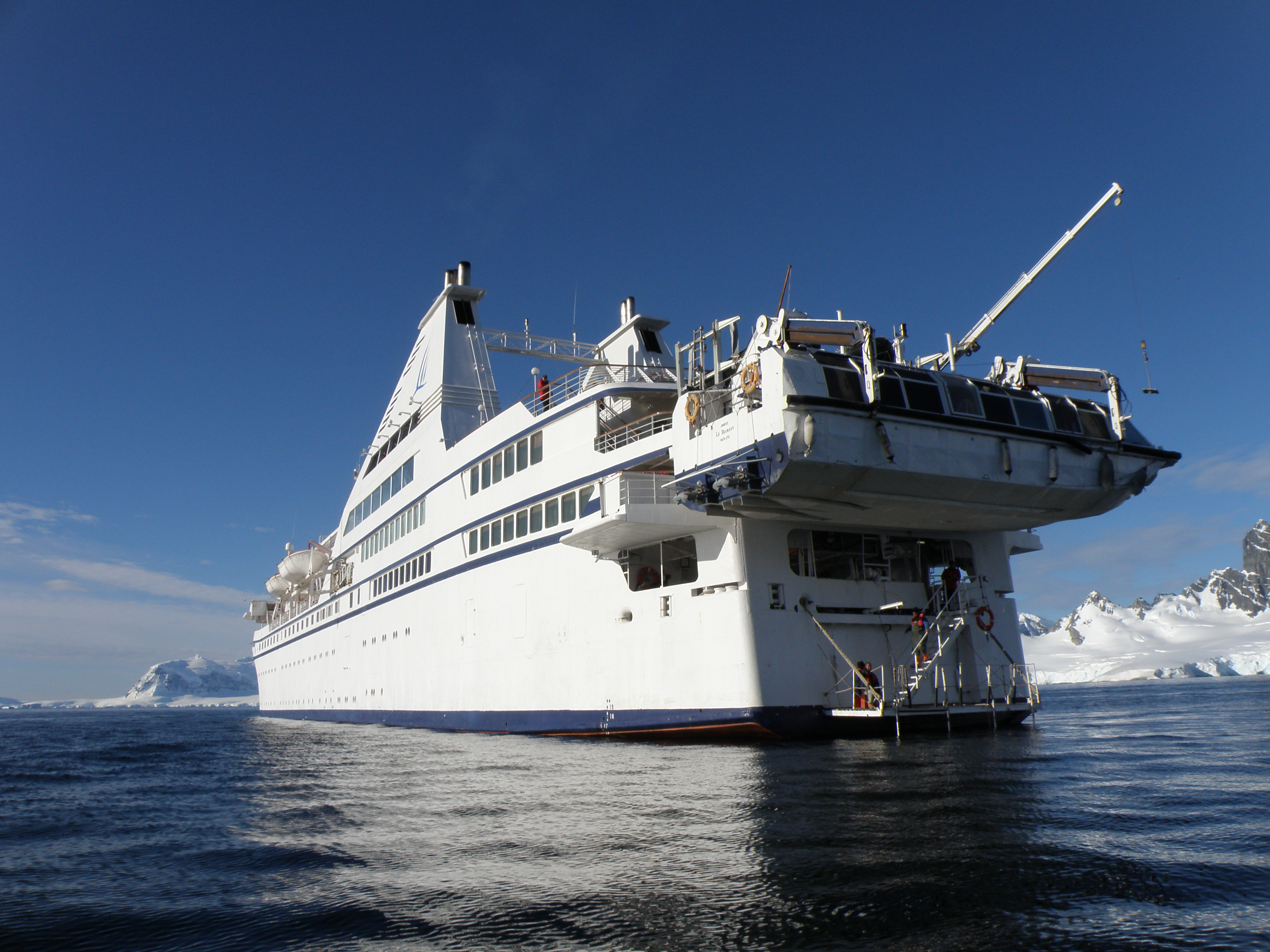
Antarctique - Baie Cuverville.

- Stabilisateurs anti roulis : 2 ailerons avec asservissement de position électro-hydraulique
- Classification : Bureau Veritas
- Certification glace : ICE Class 1D (Conditions de glace très légère).

Outre les fonctions motrices et de services (air climatisé, éclairage, chauffage,...) et afin de satisfaire aux exigences de la navigation en zone polaire, notamment en Antarctique, le navire est équipé de systèmes de recyclage. Installation de traitement des déchets, de désalinisation de l'eau de mer, compacteuse à déchets, recyclage de l'eau, broyeuse de bouteilles en verre, etc. assurent l'exigence de zéro rejet en mer. Tout est conservé à bord et déchargé lors des escales périodiques.
Le navire emmène à son bord — outre les embarcations de secours réglementaires — une dizaine de bateaux pneumatiques et une annexe qui permet le débarquement à terre d'une centaine de passagers, lorsque les fonds n'autorisent pas l'accostage à quai du Diamant.